# Teodor Anioła
Teodor Anioła   (Poznań, 4 de novembre de 1925 - Poznań, 10 de juliol de 1993) és un exfutbolista polonès de la dècada de 1950.
Fou 7 cops internacional amb la selecció polonesa. Pel que fa a clubs, defensà els colors de Lech Poznań.